# Ljupčo Jordanovski
Ljupčo Jordanovski (mazedonisch Љупчо Јордановски; * 13. Februar 1953 in Štip; † 7. Oktober 2010 in Skopje) war ein mazedonischer Seismologe und Politiker.

## Leben
Jordanovski studierte bis 1975 Ingenieurwissenschaften an der Universität Zagreb, 1985 promovierte er an der University of Southern California mit einer Arbeit im Fachbereich Seismologie. Anschließend war er an der Universität Skopje tätig, wo er 1992 bis 1995 und 1998 bis 2003 als Professor für Seismologie lehrte.
Neben seiner wissenschaftlichen Arbeit war Jordanovski auch als Politiker aktiv. Als Mitglied des SDSM wurde er 2002 zum Abgeordneten und 2003 zum Präsidenten des Parlaments der Republik Mazedonien gewählt. Nach dem Tod von Boris Trajkovski am 26. Februar 2004 war er bis zum 2. Mai 2004 kommissarischer Staatspräsident Mazedoniens.
Von April bis Dezember 2006 war Jordanovski mazedonischer Botschafter in den Vereinigten Staaten. 2007 verließ er die SDSM und wurde Vorsitzender der neugegründeten Partei der freien Demokraten.
Ljupčo Jordanovski starb nach einem Herzanfall am 7. Oktober 2010 in Skopje. Er war verheiratet und hatte drei Kinder.